# Ludovico Muratori (scenografo)
Ludovico Muratori (Bucarest, 18 dicembre 1927 – Milano, 14 ottobre 2023) è stato uno scenografo, pittore e orafo italiano.

## Biografia
Figlio di Giuseppe e di Maria Malagodi e nipote di Armando Malagodi, è nato a Bucarest da famiglia ferrarese, lui abita a Milano dall'inverno inoltrato del 1932. 
Nel 1953 viene invitato da Sergio Pugliese a lavorare per la appena nata RAI come scenografo e arredatore. Per la Rai realizzerà oltre seicento scenografie, poi in gran parte raccolte nel 1982 nella mostra Lo spazio scenografico alla TV italiana alla Triennale di Milano.
Dal 1970 per una decina d'anni si dedica ad opere con gelatine colorate e metalliche.
A partire dagli anni '80 si dedica poi all'arte orafa, per poi passare decisamente alla scultura negli anni '90, impiegando acciaio, titanio, pietra, legno, vetro.

## Scenografie per programmi e sceneggiati televisi Rai
- 1958 - Damocle[3]
- 1959 - Le tre sorelle[3]
- L'ospite segreto, regia di Eriprando Visconti - film TV (1967)
- 1971 - La macchina da scrivere[4]
- Quello della porta accanto, regia di Stefano De Stefani - miniserie TV (1975)
- 1977 - L'albergo del libero scambio [5]
- 1977 - Portobello (per Enzo Tortora) [6]
- 1980 - Poco a poco[7]
- 1980 - Flash (per Mike Bongiorno)
- 1980 - L'esclusa